# 음력 4월 12일
음력 4월 12일은 음력 4월의 12번째 날이다.

## 사건
- 1293년 - 일본 가마쿠라에 지진이 발생해 2만3천여 명이 사망하였다.

## 탄생
- 1973년 - 대한민국의 야구인 장정석.
- 1980년 - 대한민국의 배우 재희.
- 1989년
  - 대한민국의 배우 김권.
  - 대한민국의 가수 장범준.
- 2001년
  - 대한민국의 전 배우 김세민.
  - 대한민국의 배우 장다아.

## 사망
- 421년 - 가락국의 제6대 국왕 좌지왕.
- 1573년 - 일본 전국시대 무장 다케다 신겐

## 같이 보기
- 음력 360일: 1월 2월 3월 4월 5월 6월 7월 8월 9월 10월 11월 12월
- 전날:4월 11일 다음날:4월 13일 - 전달:3월 12일 다음달:5월 12일
- 양력:4월 12일
- 음력, 윤달